# Ctenoneura yunnanea
Ctenoneura yunnanea är en kackerlacksart som beskrevs av Bei-Bienko 1957. Ctenoneura yunnanea ingår i släktet Ctenoneura och familjen Polyphagidae. Inga underarter finns listade i Catalogue of Life.